# 코시-비네 공식
선형대수학에서 코시-비네 공식(영어: Cauchy-Binet formula)은 정사각 행렬이 아닐 수 있는 두 행렬의 곱의 행렬식을 구하는 공식이다.

## 정의
다음이 주어졌다고 하자.
- 음이 아닌 정수 {\displaystyle m,n,p,k}. 단, {\displaystyle m,n,p\geq k}
- 가환환 {\displaystyle R}
- {\displaystyle R} 위의 {\displaystyle m\times n} 행렬 {\displaystyle M} 및 {\displaystyle n\times p} 행렬 {\displaystyle N}
- 행의 집합 {\displaystyle I\subseteq \{1,\dots ,m\}} 및 열의 집합 {\displaystyle J\subseteq \{1,\dots ,p\}}. 단, {\displaystyle |I|=|J|=k}

그렇다면, 다음이 성립한다.
{\displaystyle \det((MN)_{I,J})=\sum _{K\subseteq \{1,\dots ,n\}}^{|K|=k}\det(M_{I,K})\det(N_{K,J})}
특히, {\displaystyle m=p=k}인 경우, 다음이 성립하며, 이를 코시-비네 공식이라고 한다.
{\displaystyle \det(MN)=\sum _{K\subseteq \{1,\dots ,n\}}^{|K|=m}\det(M_{\{1,\dots ,m\},K})\det(N_{K,\{1,\dots ,m\}})}

## 특수한 경우

### m=p=k= 2
{\displaystyle m=p=k=2}의 경우는 다음과 같으며, 이를 비네-코시 항등식(영어: Binet-Cauchy identity)이라고 한다.
{\displaystyle \left(\sum _{i=1}^{n}a_{i}c_{i}\right)\left(\sum _{i=1}^{n}b_{i}d_{i}\right)-\left(\sum _{i=1}^{n}a_{i}d_{i}\right)\left(\sum _{i=1}^{n}b_{i}c_{i}\right)=\sum _{1\leq i<j\leq n}(a_{i}b_{j}-a_{j}b_{i})(c_{i}d_{j}-c_{j}d_{i})}
{\displaystyle a_{i},b_{i},c_{i},d_{i}\in R}

### m=n=p=k
{\displaystyle m=n=p=k}의 경우는 두 정사각 행렬의 곱의 행렬식의 공식이다.
{\displaystyle \det(MN)=\det(M)\det(N)}

### k= 1
{\displaystyle k=1}의 경우는 행렬 곱셈의 공식이다.
{\displaystyle (MN)_{ij}=\sum _{k=1}^{n}M_{ik}N_{kj}}

### n<k
전제 조건을 어겨 {\displaystyle n<k}라고 하면, 코시-비네 공식이 성립하지 않으며, 대신 다음이 성립한다.
{\displaystyle \det((MN)_{I,J})\in R\setminus R^{\times }}
그러나, {\displaystyle R}가 나눗셈환인 경우 코시-비네 공식은 이 경우에도 성립하며, 이는 다음과 같다.
{\displaystyle \det((MN)_{I,J})=0}

## 역사
오귀스탱 루이 코시와 자크 필리프 마리 비네(프랑스어: Jacques Philippe Marie Binet)의 이름을 땄다.